# Courcelles-lès-Montbéliard
Pour les articles homonymes, voir Courcelles.
Courcelles-lès-Montbéliard est une commune française située dans le département du Doubs, la région culturelle et historique de Franche-Comté et la région administrative Bourgogne-Franche-Comté.
En patois : Couchelles.
Les habitants sont les Courcelloises et les Courcellois. Ils sont surnommés lai copets (les Bonnets) en patois.

## Géographie
Située à 1,86 km de Montbéliard, la commune de Courcelles-lès-Montbéliard est entourée de petites communes comme Sainte-Suzanne à 0,63 km, Bart 1,14 km, Dung 1,86 km, Arbouans 2,65 km et Voujeaucourt 3,07 km. Courcelles-lès-Montbéliard est situé sur la rive gauche de l'Allan et les plus grandes villes sont situées à 27 km pour Belfort et 77 km pour Besançon. 

### Climat
Pour des articles plus généraux, voir Climat de la Bourgogne-Franche-Comté et Climat du Doubs.
En 2010, le climat de la commune est de type climat de montagne, selon une étude du Centre national de la recherche scientifique s'appuyant sur une série de données couvrant la période 1971-2000. En 2020, Météo-France publie une typologie des climats de la France métropolitaine dans laquelle la commune est exposée à un climat semi-continental et est dans la région climatique Jura, caractérisée par une forte pluviométrie en toutes saisons (1 000 à 1 500 mm/an), des hivers rigoureux et un ensoleillement médiocre.
Pour la période 1971-2000, la température annuelle moyenne est de 9,9 °C, avec une amplitude thermique annuelle de 17,3 °C. Le cumul annuel moyen de précipitations est de 1 112 mm, avec 13,5 jours de précipitations en janvier et 10,4 jours en juillet. Pour la période 1991-2020, la température moyenne annuelle observée sur la station météorologique de Météo-France la plus proche, « Dorans », sur la commune de Dorans à 11 km à vol d'oiseau, est de 10,9 °C et le cumul annuel moyen de précipitations est de 974,0 mm. 
La température maximale relevée sur cette station est de 38,1 °C, atteinte le 24 juillet 2019 ; la température minimale est de −16 °C, atteinte le 20 décembre 2009,,.
Les paramètres climatiques de la commune ont été estimés pour le milieu du siècle (2041-2070) selon différents scénarios d'émission de gaz à effet de serre à partir des nouvelles projections climatiques de référence DRIAS-2020. Ils sont consultables sur un site dédié publié par Météo-France en novembre 2022.

## Urbanisme

### Typologie
Au 1er janvier 2024, Courcelles-lès-Montbéliard est catégorisée ceinture urbaine, selon la nouvelle grille communale de densité à 7 niveaux définie par l'Insee en 2022.
Elle appartient à l'unité urbaine de Montbéliard, une agglomération inter-départementale dont elle est une commune de la banlieue,. Par ailleurs la commune fait partie de l'aire d'attraction de Montbéliard, dont elle est une commune de la couronne,. Cette aire, qui regroupe 137 communes, est catégorisée dans les aires de 50 000 à moins de 200 000 habitants,.

### Occupation des sols
L'occupation des sols de la commune, telle qu'elle ressort de la base de données européenne d’occupation biophysique des sols Corine Land Cover (CLC), est marquée par l'importance des territoires artificialisés (68,1 % en 2018), une proportion identique à celle de 1990 (68,1 %). La répartition détaillée en 2018 est la suivante : 
espaces verts artificialisés, non agricoles (33 %), zones urbanisées (31,9 %), forêts (18,3 %), prairies (12,5 %), zones industrielles ou commerciales et réseaux de communication (3,2 %), zones agricoles hétérogènes (1 %). L'évolution de l’occupation des sols de la commune et de ses infrastructures peut être observée sur les différentes représentations cartographiques du territoire : la carte de Cassini (XVIIIe siècle), la carte d'état-major (1820-1866) et les cartes ou photos aériennes de l'IGN pour la période actuelle (1950 à aujourd'hui).

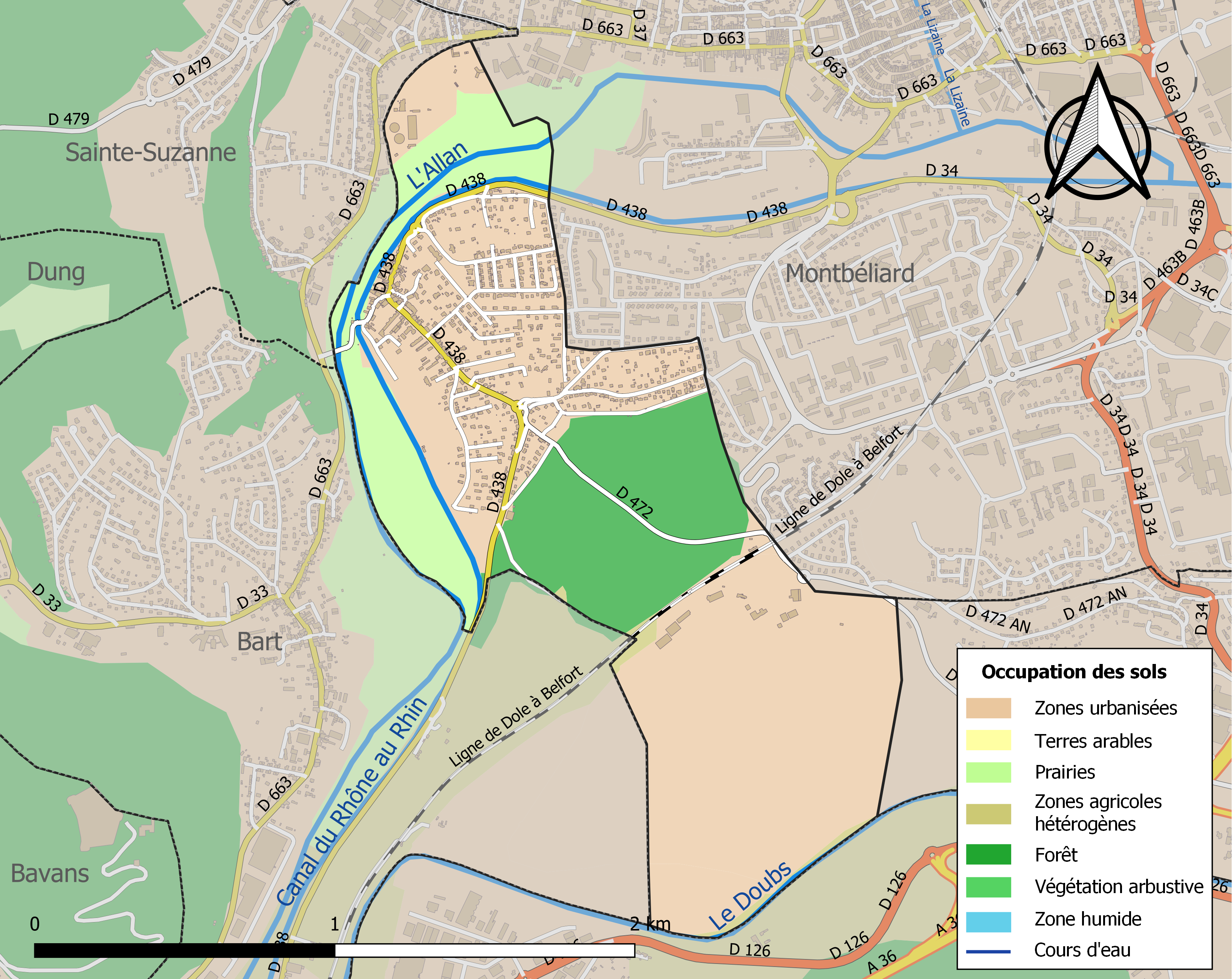
Carte des infrastructures et de l'occupation des sols de la commune en 2018 (CLC).

## Toponymie
Courvelles en 1145, 1152, 1187 ; Corceles en 1231 ; Corcellis et 1275 et à la fin du XIVe siècle ; Corcelles au XVe siècle ; Courcelles depuis le XVIe siècle.

## Histoire
Courcelles est environnée de trouvailles préhistoriques et tout particulièrement celles de l'éperon barré de Chataillon en prolongement du Chênois, sur la commune de Bart.
Dans la zone du « Grand Champ », le long du canal, un cimetière du Moyen Âge contenant de sépultures mérovingiennes a été découvert. Cette nécropole est d'ailleurs à comparer avec celles voisines d'Arbouans, Audincourt, Bavans, Lougres, Présentvillers, Dampierre sur le Doubs, Colombier Fontaine, Colombier-Châtelot, Blussangeaux qui attestent une occupation humaine très dense dans cette région pour l'époque.
Le premier document écrit, une bulle du pape Grégoire VIII, datant du 31 octobre 1187, évoque le village de Courcelles. Il y avait un officier seigneurial dans le village en 1317, chargé des intérêts du Comte de Montbéliard (voir la rubrique « Les souverains de Courcelles »).
Courcelles comme les autres villages périphériques, eut à subir, du XVe au XIXe siècle les fureurs des armées assiégeantes : 1465, 1588, 1636 (guerre de Trente Ans avec en plus la peste), 1676, 1815, 1870 et enfin 1944 où le pont sauta.
Courcelles ne se releva que lentement de ces désastres et le repeuplement dut se faire  avec des colons suisses protestants francophones (voir rubrique : « Invasions, pillages et évolution de la population »).
Courcelles est le premier village à avoir eu un établissement proto-industriel au XVIe siècle. En effet, dès 1571, Courcelles se développe grâce à l'installation du premier moulin à papier et de la première imprimerie du Comté de Montbéliard par l'imprimeur Eugène Episcopius originaire de Bâle (voir rubrique : « Activité économique »).

### Les différents souverains de Courcelles
Le territoire et les terres du village étaient intégrés à deux fiefs différents :
-       En 1369, la famille noble de Champey fit donation à l'abbaye de Belchamp de tout ce qu'elle possédait à Courcelles, Allenjoie et Montbéliard. En outre, Aimé de Saint-Aubin possédait à Courcelles 5 meix en 1386. Ce fief passa successivement à Jacques d'Orsans, écuyer, seigneur de Lomont en 1398, puis à Georges d'Asuel en 1544. Il passa enfin dans le domaine du prince en 1648. De ce fait, le prince de Montbéliard  a rassemblé à Courcelles depuis cette date , les éléments d'un très gros domaine formé par la forêt de Chataillon-Chênois et par toute la plaine du Doubs où une chefferie fut installée (schäfferei = bergerie).
-       Une autre partie de Courcelles formait un autre fief possédé en 1437 par Thiébaud de Saint-Maurice dit Berchenet, avec une partie du village de Dung. En 1544, ce fief est tenu par Thiébaud et Marc de Saint-Maurice. Puis en 1554 par Jean de Gilley  qui le vendit au Comte Frédéric de Wurtemberg au nom de sa femme, en 1587.
Les habitants ont donc été affranchis de la mainmorte en trois étapes : par le Comtesse Henriette de Montfaucon et d''Orbe en 1431, puis par le Comte Frédéric de Wurtemberg en 1590 et enfin en 1646.
La situation ne varia plus jusqu'en 1793. Il semble pourtant que la famille de Grammont ait possédé quelques biens dans le village, mentionnés en 1520. On les retrouve encore dans un inventaire daté de 1751.

### Invasions, pillages et évolution de la population
Le village fut ravagé et incendié  lors du passage des troupes du Comte de Thierstein en 1465. Reconstruit, il eut à supporter, un siècle plus tard, la vengeance des princes lorrains, les Guise, qui voulaient punir le Comte Frédéric d'avoir soutenu en 1586 la politique de Henri de Navarre. L'armée lorraine envahit le pays en décembre 1587 et janvier 1588. Elle multiplia les exactions affreuses, les pillages et les incendies mais ne put prendre Montbéliard. Un capitaine, nommé Dupuis, s'empara de Courcelles et, comme il n'obtenait pas de rançon pour la papeterie, ils l'incendièrent ainsi que le village (19 maisons) le 17 juillet 1588. Dupuis avait promis aux bourgeois de Montbéliard de leur en faire "voir la flamme dans la nuit". La papeterie et l'imprimerie furent irrémédiablement perdues. Les pertes de maisons furent estimées à 11 088 francs et 12 batz.
La guerre de Trente Ans, 47 années plus tard, apportait pour le village un désastre encore plus tragique avec tous les fléaux consécutifs de famine et de peste. Le 4 mars 1635 (toutes ces précisions proviennent du chroniqueur boulanger montbéliardais Hugues Bois-de-Chesne), une avant-garde du duc de Lorraine, forte de 800 cavaliers, commandés par Jean de Werth, surprit trois compagnies de Suisses au service de la France, cantonnés à Courcelles. La bataille fit rage dans le village qui fut incendié à l'exception de 2 ou 3 cheminées (maisons de pierre). Les Suisses perdirent 300 hommes mais purent faire retraite vers Montbéliard. Ces troupes royales françaises faisaient partie de la protection accordée par Louis XIII et Richelieu au Prince de Montbéliard. Un an plus tard, en janvier 1636, les troupes « Grabattes » (Croates) installées au Chênois, ruinèrent ce qui restait de Courcelles… Après quoi, en aout 1636, passèrent encore les soldats de l'infanterie du général Gallas, dévastant tout le pourtour de Montbéliard pour le transformer en terre brûlée…
Après un court répit, en juillet 1636, un parti de 1 500 Bourguignons (des Comtois) et Lorrains vint couper les blés du village pour affamer Montbéliard. La garnison et les bourgeois en armes firent une sortie pour les chasser. Le combat, après plusieurs heures fut favorable aux Montbéliardais mais les blés furent irrémédiablement perdus.
Courcelles ne se releva que lentement de ces désastres après la paix de Westphalie (1648). Longtemps après, un document dit que le village était encore « crus en rapaille et buissons, faute de labeur et de culture », faute aussi de population pour y parvenir. Le repeuplement se fit avec des colons suisses protestants francophones, comme dans tous les villages du pays.
La reconstruction fut encore perturbée en 1676 par la conquête de la principauté par Louis XIV. De nouveaux militaires, cantonnés dans les villages, à la charge des habitants, pendant 21 ans, écrasèrent les populations par leurs exigences. Le XVIIIe siècle permit enfin une restauration du village. Les invasions de 1814-1815 rappelèrent aux habitants les désastres antérieurs, mais rien de ce qui se passa ensuite en 1870-1671 et en 1939-1944 (où le pont sauta) ne peut être comparé à ce qui avait été subi aux XVIe et XVIIe siècles.

### Activité économique
Par un acte du 27 juillet 1575, le Comte Frédéric consentait à Eugène Episcopius un prêt de 3 000 florins et lui donnait le bois nécessaire à la construction de l'imprimerie.
La fabrique fut installée sur la rive droite de l'Allan, sur le territoire de Courcelles, face au quartier des Vignottes. Elle produisait du papier de qualité  avec en filigrane l'écu échancré et écartelé du Wurtemberg et de Montbéliard (*), Teck, Montbéliard et bannière impériale, prolongée par un 4 de chiffre (qui protège de le peste et des rats) avec ses initiales J F.

## Héraldique
| Blason de Courcelles-lès-Montbéliard | Blason  | Taillé : au 1er d'argent à la montagne de sinople ombrée de sable, au 2e d'argent à la grappe de raisin de pourpre et à la feuille de vigne renversée partie de sable et de sinople brochant en pointe ; à la barre de gueules chargée de deux bars adossés d'or posés dans le sens de la barre. |
| Blason de Courcelles-lès-Montbéliard | Détails | Le statut officiel du blason reste à déterminer. |

## Politique et administration

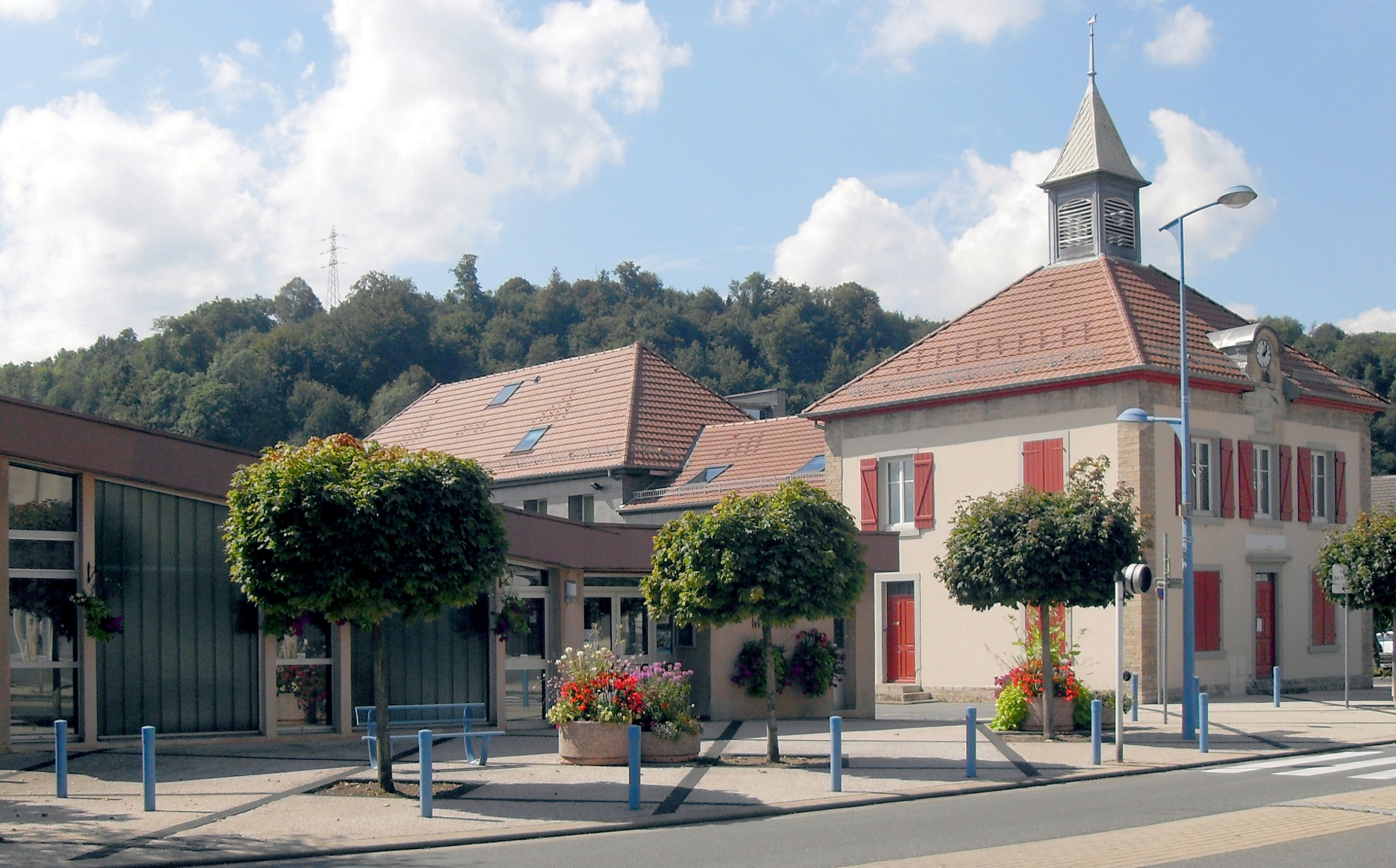
La mairie.

| Période                                  | Période                   | Identité                                         | Étiquette | Qualité                    |
| ---------------------------------------- | ------------------------- | ------------------------------------------------ | --------- | -------------------------- |
| mars 2008                                | En cours (au 28 mai 2020) | Christian Quenot, Réélu pour le mandat 2020-2026 | DVG       | Retraité de l'enseignement |
| Les données manquantes sont à compléter. |                           |                                                  |           |                            |

## Population et société

### Démographie
L'évolution du nombre d'habitants est connue à travers les recensements de la population effectués dans la commune depuis 1793. Pour les communes de moins de 10 000 habitants, une enquête de recensement portant sur toute la population est réalisée tous les cinq ans, les populations de référence des années intermédiaires étant quant à elles estimées par interpolation ou extrapolation. Pour la commune, le premier recensement exhaustif entrant dans le cadre du nouveau dispositif a été réalisé en 2008.

En 2022, la commune comptait 1 387 habitants, en évolution de +13,5 % par rapport à 2016 (Doubs : +1,88 %, France hors Mayotte : +2,11 %).
| 1793 | 1800 | 1806 | 1821 | 1831 | 1836 | 1841 | 1846 | 1851 |
| ---- | ---- | ---- | ---- | ---- | ---- | ---- | ---- | ---- |
| 135  | 154  | 143  | 210  | 268  | 293  | 313  | 357  | 348  |

| 1856 | 1861 | 1866 | 1872 | 1876 | 1881 | 1886 | 1891 | 1896 |
| ---- | ---- | ---- | ---- | ---- | ---- | ---- | ---- | ---- |
| 338  | 358  | 353  | 377  | 420  | 401  | 378  | 377  | 386  |

| 1901 | 1906 | 1911 | 1921 | 1926 | 1931 | 1936 | 1946 | 1954 |
| ---- | ---- | ---- | ---- | ---- | ---- | ---- | ---- | ---- |
| 345  | 318  | 314  | 322  | 326  | 394  | 434  | 561  | 696  |

| 1962 | 1968  | 1975  | 1982  | 1990  | 1999  | 2006  | 2008  | 2013  |
| ---- | ----- | ----- | ----- | ----- | ----- | ----- | ----- | ----- |
| 905  | 1 009 | 1 131 | 1 064 | 1 025 | 1 015 | 1 096 | 1 119 | 1 057 |

| 2018  | 2022  | - | - | - | - | - | - | - |
| ----- | ----- | - | - | - | - | - | - | - |
| 1 331 | 1 387 | - | - | - | - | - | - | - |

Après  le pillage par l'armée du Duc de Guise, Courcelles se remit difficilement, pour arriver à 16 feux ou foyers (entre 80 et 90 personnes), lorsque la ruine, la misère, la peste, frappèrent une nouvelle fois le village en l'espace de quelques années, de 1635 à 1640. Il lui faudra un siècle pour retrouver 80 habitants vers 1725-1744. La restauration ne commença guère avant l'arrivée du prince Georges II, en 1662. Il n'y avait que 6 feux en 1663, 9 en 1679 et 11 en 1681 et 1688
Le recensement de 1688 signale qu'il y avait 11 maisons, 10 hommes mariés et 12 femmes, 21 enfants, 3 valets et une servante, soit un peu plus de 4 personnes par feu.
Le cheptel était de 18 chevaux et 15 bovins. La population augmenta ensuite rapidement (habitants d'origine suisse) et atteignit 79 personnes en 1709, l'année de la famine, puis 85 en 1725. En plus des 70 arpents de bois de Chataillon, le prince Léopold-Eberhard possédait à Courcelles un gros domaine rural, formé en 1714, d'un revenu de plus de 700 livres en 1789, et qui fut donné en 1716 à ses enfants adultérins, les comtes de Coligny.
En 2010, la commune de Courcelles compte en proportion 49,6 % d'hommes pour 50,4 % de femmes pour 1 081 habitants.

### Santé
L'hôpital le plus proche est l'hôpital Nord Franche-Comté situé à Trévenans, dans le Territoire de Belfort (département voisin), entre Belfort et Montbéliard,.

## Lieux et monuments
- Aérodrome de Montbéliard.
- Pont-levis de Courcelles-lès-Montbéliard
- Monument aux morts.
- Ancienne place du monument aux morts
- Stade de l'olympique de Courcelles : club composé de 10 équipes de U11 à Senior
- Courts de tennis municipaux.
- École primaire et élémentaire de Courcelles : Aujourd'hui son nombre d'élèves est de 105 (année 2015-2016). L'école de Courcelles appartient à la Zone A.
- La chapelle de Courcelles-lès-Montbéliard, a été construite en 1960 et est située dans la rue du même nom. Elle est surtout connue pour les chefs-d'œuvre de Jean Touret, qu'elle abrite. Cette chapelle a été désacralisée en 2015 et s'appelle désormais « Espace Jean Touret ».

## Hydrographie
Courcelles-lès-Montbéliard est traversée par un canal et est aux frontières de l'Allan.
En 2010, la construction d'un clapet de régulation du niveau d'eau du canal a débuté afin d'éviter les inondations à la suite de la crue de 2004. Le 6 décembre 2010, ce clapet de régulation (encore en construction) a permis d'éviter l'inondation d'une partie de Courcelles-lès-Montbéliard. La fin des travaux a été annoncée durant l'été 2011.

## Personnalités liées à la commune

### Étienne Œhmichen
Il réalisa le premier vol vertical en circuit fermé le 4 mai 1924 à Courcelles-lès-Montbéliard.

## Associations et activités
- Gymnastique Féminine (Fitness, gymnastique de loisir),
- Musculation Masculine, (Musculation),
- Olympique de Courcelles, (Football),
- Tennis Club « Le chénois »,
- ASTU'CIEL (Fabrication de fusée à eau, cerf-volant, Jeux de vent),
- PLAISIRS MAINS (décoration, broderie...),
- Courcelles Autrefois (promouvoir le passé du village, Expositions...),
- Amicale des anciens pompiers (réunion d'ancien et organisation d'activités dans le village, nettoyage du bois),
- Anciens Combattants - CATM F.F.I. (réunion d'ancien, manifestations patriotiques),
- Club de l'âge d'or (jeux de société, voyage...),
- Les amis de l'école de Courcelles -lès-Montbéliard (Tombola, loto...),
- ACCA « Les marcassins » (chasse, nature...),